# Rede Paulista de Educação Patrimonial
A Rede Paulista de Educação Patrimonial (REPEP) é um coletivo cultural formado por profissionais de diferentes formações, com o objetivo de educar nas áreas de memória, cultura e patrimônio cultural. A REPEP é apoiada pela Universidade de São Paulo e foi reconhecida pelo Instituto Brasileiro de Museus (Ibram) como Ponto de Memória, em julho de 2023. É parte da rede de colaboradores do Conselho Internacional de Monumentos e Sítios do Brasil (ICOMOS/Brasil), braço da UNESCO para as questões do patrimônio edificado, atuando principalmente em conjunto com o Comitê Científico Nacional de Interpretações, Educação e Narrativas Patrimoniais - CCBrInt.

## Histórico
A REPEP é derivada de um projeto de cultura e extensão iniciado em 2011, organizado pelo Laboratório de Geografia Urbana (Labur), do Departamento de Geografia, da Faculdade de Filosofia, Letras e Ciências Humanas (FFLCH), da Universidade de São Paulo (USP), em parceria com o Movimento Baixo Centro, e com o Centro de Preservação Cultural (CPC/USP), sediado na Casa de Dona Yayá, no bairro Bexiga. O projeto buscava pesquisar e documentar a área em torno do Elevado Presidente João Goulart, mais conhecido como Minhocão. Trabalho que resultou na produção do "Dossiê do Inventário Participativo Minhocão contra gentrificação" e na constiuição da REPEP com os profissionais e estudantes que participaram do inventário, sendo coordenados pela geógrafa Simone Scifoni.
Desde então, Rede desenvolve ações educativas com os grupos sociais, buscando ser um espaço de articulação entre as áreas de cultura e de educação em prol da proteção e da valorização da memória coletiva e do patrimônio cultural. Tem foco em propiciar a reflexão sobre os significados do patrimônio presente no cotidiano das comunidades locais e o debate sobre os princípios da Educação Patrimonial.
Em 2018, contribuiu com a redação da Política de Patrimônio Cultural Material (PPCM). Entre setembro de 2021 e dezembro de 2022, desenvolveu o projeto intitulado "Patrimônio Histórico e Cultural LGBTHQIAPD+: Inventário Participativo da Região do Largo do Arouche", que produziu o Inventário Participativo do Largo do Arouche e um Mapa Ilustrado das Referências Culturais. O projeto foi realizado com recursos do Edital 02/2021- Inclusão Social e Diversidade na USP em Municípios de seus Campi.

### Educação patrimonial
A linha de Educação Patrimonial que orienta as atividades da REPEP está embasada em seis princípios:
1. transversalidade: educar é uma atividade dialógica entre educador e comunidade local;
2. dimensão política: o campo do patrimônio é marcado por disputa e conflito por conta da multiplicidade de visões e interpretações possíveis;
3. respeito à diversidade: imprescindível por conta dessa diversidade;
4. interlocução: pois a salvaguarda do patrimônio nacional é responsabilidade compartilhada entre a União e a sociedade brasileira (segundo a Constituição Federal);
5. autonomia e centralidade dos sujeitos: "Os valores relacionados às manifestações culturais dotadas de sentido patrimonial são sempre atribuídos pelos sujeitos e grupos sociais, não sendo nunca naturais ou imanentes aos objetos e manifestações em si".[9]
6. transformações sociais: "a cultura é inerentemente mutante, fluída e transformável."[9]

As ações educativas não servem à capacitação para a preservação dos valores impostos por outrem, mas para a afirmação e contínua transformação dos valores produzidos diretamente pelos sujeitos.

## Prêmio e reconhecimento
- 2023 - primeiro colocado no "Prêmio Inventários Participativos", do Instituto Brasileiro de Museus (Ibram), com nota máxima[10]
- 2023 - reconhecido como Ponto de Memória pelo IBRAM[2][11]

## Inventários
Ao longo de sua atuação, a REPEP realizou e publicou os seguintes inventários participativos de referências culturais:
- Inventário Participativo - Minhocão contra gentrificação[13][14]
- Inventário Participativo do Largo do Arouche[8][15]

## Oficinas
- 2023 - Seminário Internacional sobre Desindustrialização e Refuncionalização do Patrimônio Industrial (São Paulo/SP)[16]
- 2023 - Seminário Lugares de Memória LGBTQIAPN+ (São Paulo/SP)[17]
- 2018 - Inventariado participativo de referências culturais (São Paulo/SP)[18]
- 2016 - II Encontro de Trabalho da Rede Paulista de Educação PatrimoniaL (São Paulo/SP)[19]
- 2015 - Capacitação para Professores do Ensino Fundamental II (São Luiz do Paraitinga/SP)[20]
- 2014 - I Encontro de Trabalho da Repep (São Paulo/SP)[21]

## Links
- Site da REPEP
- Canal de Youtube da REPEP
- Facebook da REPEP